# Jeroen De Coninck
Pour les articles homonymes, voir De Coninck.
Jeroen De Coninck, né le 3 février 1956 à Gand (province de Flandre-Orientale), est un auteur de bande dessinée et illustrateur belge. Dessinateur d'albums des Schtroumpfs, il fait partie du Studio Peyo.

## Biographie
Jeroen De Coninck naît le 3 février 1956 à Gand. Fils du peintre Jef de Coninck (1921-1999), Jeroen De Coninck entame des études graphiques à Gand. Puis, il fréquente l'académie royale des beaux arts de Dendermonde. Pendant treize ans, il réalise des brochures publicitaires, tout en passant son temps libre à dessiner. Il réalise une bande dessinée L'Arche de Noé (Jumbo, 1984), de nombreuses illustrations pour des livres jeunesse et pour des hebdomadaires. Aux éditions Standaard Uitgeverij, il fait paraître plusieurs histoires courtes et réalise, à la demande de Bob De Moor, une histoire pour Jet, une publication du Lombard réservée aux jeunes talents.
En 1991, il intègre le Studio Peyo et participe au magazine Schtroumpf ! : il y dessine de nombreuses pages de jeux, couvertures, Schtroumpferies et autres histoires courtes. Il écrit également le scénario de quelques gags de Poussy.
Il collabore aux albums des Schtroumpfs depuis 2002 avec On ne schtroumpfe pas le progrès sur des scénarios de Thierry Culliford, Miguel Díaz Vizoso, Luc Parthoens et Alain Jost.
À l'occasion du 60e anniversaire des Schtroumpfs, il réalise avec Peral, la plupart des décors de l'exposition tenue à Bruxelles Expo en 2018. Au studio Peyo, il succède à José Grandmont comme archiviste.
L'exposition permanente L'Art de la BD du Centre belge de la bande dessinée présente des planches de Jeroen De Coninck qui sont issues de la collection du musée en 2024.

## Albums
- Où se schtroumpfe le Schtroumpf à lunettes ? / Thierry Culliford, Jeroen De Coninck et Miguel Diaz Vizoso. Paris : les Livres du dragon d'or, 2004, 29 p.  (ISBN 2-87881-270-0)
- 24. Salade de Schtroumpfs, Le Lombard, Bruxelles, janvier 2006
Scénario : Luc Parthoens, Thierry Culliford - Dessin : Ludo Borecki, Jeroen De Coninck - Couleurs : Nine Culliford -  (ISBN 2-80362-155-X)
- 25. Un enfant chez les Schtroumpfs, Le Lombard, Bruxelles, janvier 2007
Scénario : Miguel Díaz Vizoso, Thierry Culliford - Dessin : Jeroen De Coninck - Couleurs : Nine Culliford -  (ISBN 2-80362-242-4)
- 26. Les Schtroumpfs et le livre qui dit tout, Le Lombard, Bruxelles, janvier 2008
Scénario : Alain Jost, Thierry Culliford - Dessin : Pascal Garray, Jeroen De Coninck - Couleurs : Nine Culliford -  (ISBN 978-2-8036-2382-2)
- HS. Les Schtroumpfeurs de flûte, Le Lombard, Bruxelles, octobre 2008
Scénario : Luc Parthoens, Thierry Culliford - Dessin : Jeroen De Coninck - Couleurs : Nine Culliford -  (ISBN 978-2-8036-2472-0)
- 30. Les Schtroumpfs de l'ordre[7], Le Lombard, Bruxelles, mars 2012
Scénario : Alain Jost, Thierry Culliford - Dessin : Jeroen De Coninck - Couleurs : Nine Culliford -  (ISBN 978-2-8036-3052-3)
- 32. Les Schtroumpfs et l'Amour sorcier, Le Lombard, Bruxelles, avril 2014
Scénario : Alain Jost, Thierry Culliford - Dessin : Jeroen De Coninck - Couleurs : Nine Culliford -  (ISBN 978-2-8036-3415-6)
- 33. Schtroumpf le héros, Le Lombard, Bruxelles, mars 2015
Scénario : Alain Jost, Thierry Culliford - Dessin : Jeroen De Coninck, Miguel Díaz - Couleurs : Nine Culliford -  (ISBN 978-2-8036-3543-6)
- 34. Les Schtroumpfs et le Demi-génie[8], Le Lombard, Bruxelles, avril 2016
Scénario : Alain Jost, Thierry Culliford - Dessin : Jeroen De Coninck, Miguel Díaz - Couleurs : Nine Culliford -  (ISBN 978-2-8036-3690-7)
- 36. Les Schtroumpfs et le Dragon du lac, Le Lombard, Bruxelles, mars 2018
Scénario : Alain Jost, Thierry Culliford - Dessin : Jeroen De Coninck, Miguel Díaz - Couleurs : Nine Culliford -  (ISBN 978-2-8036-7284-4)
- 37. Les Schtroumpfs et la Machine à rêver, Le Lombard, Bruxelles, avril 2019
Scénario : Alain Jost, Thierry Culliford - Dessin : Jeroen De Coninck, Miguel Díaz - Couleurs : Nine Culliford -  (ISBN 978-2-8036-7313-1)

### Collections publiques
4 œuvres de cet artiste sont conservées au Centre belge de la bande dessinée et font partie du patrimoine mobilier de la région Bruxelles-Capitale.

#### Périodiques
- « Jeroen De Coninck », Jet, Bruxelles, Le Lombard, no 3,‎ mars 1990, p. 29 (ISBN 2-8036-0815-4, ISSN 1146-2728).

#### Interviews
- (nl) Jeroen De Coninck (interviewé par Mario Stabel), « “De lezer moet altijd de indruk krijgen dat het op een uur geschreven en getekend is!” » [« Le lecteur doit toujours avoir l’impression que cela a été écrit et dessiné en une heure ! »], Strip Speciaalzaak,‎ 2018 (lire en ligne [PDF], consulté le 28 janvier 2023).